# 서여주 나들목
서여주 나들목(W.Yeoju IC)은 경기도 여주시 세종대왕면 번도리에 설치된 중부내륙고속도로의 28번 나들목이다. 나들목 진출입로는 능서면 신지리와 접하고 있다. 2010년 9월 15일에 개통하였으며, 능서면, 여주시내 및 이천시 부발읍 등지로 진출할 수 있다. 인근에 경강선 세종대왕릉역, 영녕릉이 있다.

## 연혁
- 2002년 11월 5일 : 2009년 12월까지 나들목 신설을 위해 여주군 도시계획시설 교통광장에 서여주 나들목을 고시[1]
- 2007년 10월 11일 : 여주군 도시계획시설 교통광장 면적 변경[2]
- 2010년 9월 15일 : 중부내륙고속도로 여주 ~ 북여주 구간 개통과 함께 영업개시[3]

## 구조물 정보
- 위치: 경기도 여주시 세종대왕면 번도리
- 영업소: 경기도 여주시 세종대왕면 중부대로 2531

## 접속하는 도로
- 국도 제42호선 (중부대로)

## 교통량 정보
| 요금소          | 통행량 (대/일) | 통행량 (대/일) | 통행량 (대/일) | 통행량 (대/일) | 통행량 (대/일) | 통행량 (대/일) | 통행량 (대/일) | 통행량 (대/일) | 통행량 (대/일) | 통행량 (대/일) | 각주  |
| 요금소          | 2001년         | 2002년         | 2003년         | 2004년         | 2005년         | 2006년         | 2007년         | 2008년         | 2009년         | 2010년         | 각주  |
| --------------- | -------------- | -------------- | -------------- | -------------- | -------------- | -------------- | -------------- | -------------- | -------------- | -------------- | ----- |
| 서여주 (폐쇄식) | 미개통         | 미개통         | 미개통         | 미개통         | 미개통         | 미개통         | 미개통         | 미개통         | 미개통         | 2,405          | [ 4 ] |
| 요금소          | 2011년         | 2012년         | 2013년         | 2014년         | 2015년         | 2016년         | 2017년         | 2018년         | 2019년         |                | [ 4 ] |
| 서여주 (폐쇄식) | 1,966          | 2,008          | 2,567          | 2,527          | 2,852          | 3,392          | 4,141          | 3,872          | 4,169          |                | [ 4 ] |